# Entente sportive de Souk Ahras
 (mai 2017).
Si vous disposez d'ouvrages ou d'articles de référence ou si vous connaissez des sites web de qualité traitant du thème abordé ici, merci de compléter l'article en donnant les références utiles à sa vérifiabilité et en les liant à la section « Notes et références ».
Maillots
Dernière mise à jour : 27 mars 2020.
L'Entente Sportive de Souk Ahras (en arabe : الوفاق الرياضي سوق أهراس), plus couramment abrégé en ES Souk Ahras ou plus simplement ESSA, est un club de football algérien fondé en 1957 et basé dans la ville de Souk Ahras.
L'équipe évolue actuellement en Ligue Régionale de Annaba
, une des ligues constituant la Cinquième Division du football algérien.

## Histoire
L'histoire du football de Souk Ahras a été commencée vers 1921. Il provient de deux clubs (le Sporting Club des Cheminots de Souk Ahras et la Jeunesse Sportive des Cheminots de Souk Ahras) qui étaient composés de joueurs français seulement et dont les joueurs arabes à cette époque n’avaient pas le droit ni de s’intégrer dans les clubs Français ni de créer leur propre club.

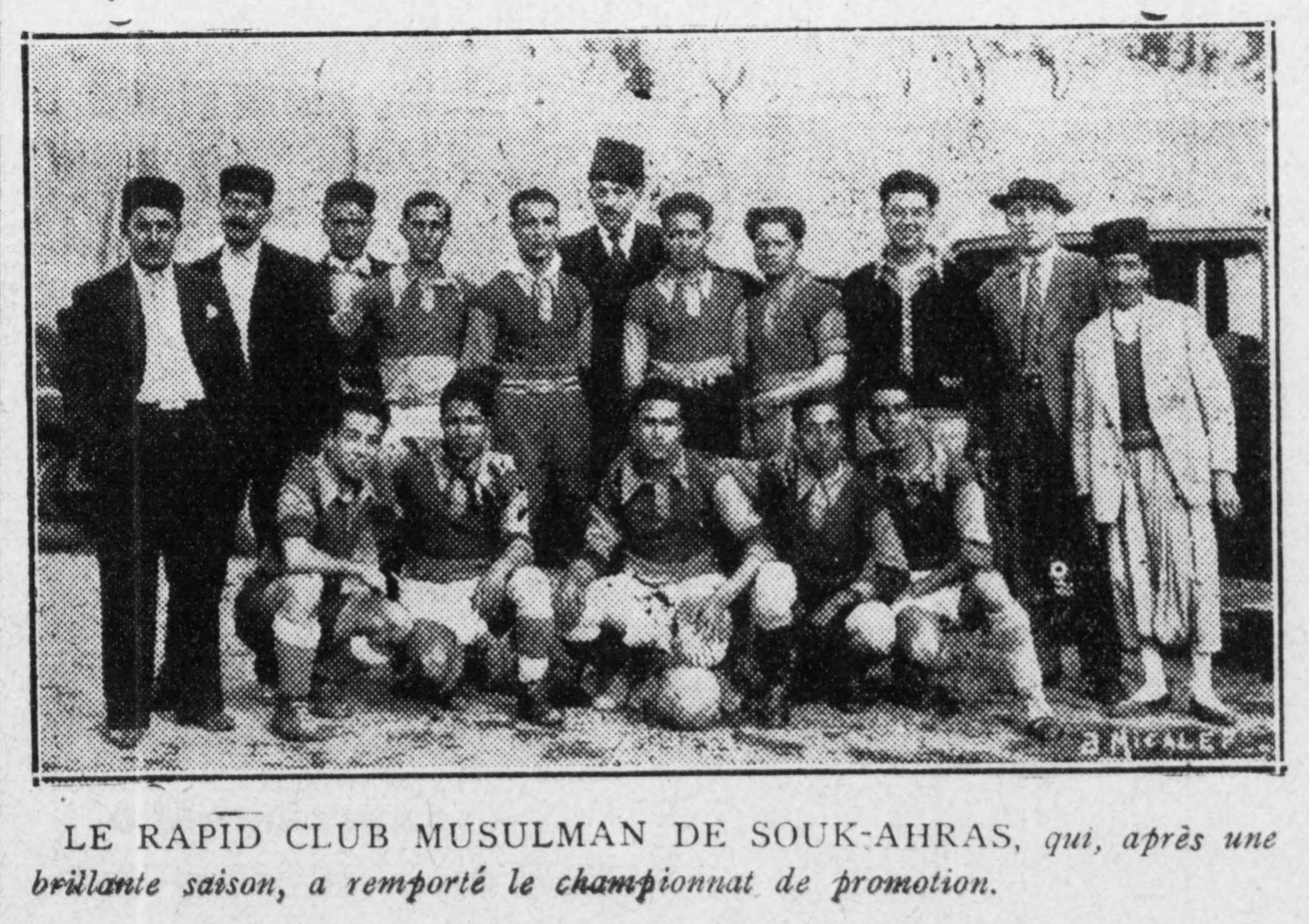
Rapid Club Musulman de Souk Ahras en 1933.

Après la fondation de l'Association des oulémas musulmans algériens, il est décidé de créer des clubs de football musulmans dont l’objectif est essentiellement de développer le patriotisme chez les Algériens. Dans l’esprit de leurs fondateurs ce n'est qu’un moyen pour rassembler, sensibiliser et mobilier les Algériens, alors sous le joug du colonialisme, autour de la cause nationale, et un moyen d’aider les jeunes à préserver leur identité culturelle et civilisation qui est menacée dans son intégrité. C’est pour cette raison que le Rapid Club Musulman de Souk Ahras (R.C.M.S.A) apparaît à cette période et qu’il a gagné beaucoup de championnats. En 1957, sur ordre de l'ALN, bras armé du Front de libération nationale (FLN), un nouveau club portant le nom Entente Sportive de Souk Ahras est fondé, le mot « entente » étant utilisé pendant la période coloniale. La mission du club est de servir la révolution de novembre au niveau de la base de l'Est par la ruse des matchs amicaux, mission également remplie par l'Entente Sportive Sétifienne, créée  en 1958 sur ordre du FLN/ALN pour servir la révolution au même titre que l'équipe nationale FLN.
Le premier match officiel qui l'oppose à l’équipe d’Oum El Bouaghi voit l’Entente gagner sur le score de 2 à 0. Le club est alors surnommé « Diables Rouges », puis, lors de l’Indépendance, prend le nom de Fanal Rouge. Il devient le porte-drapeau de la ville dans plusieurs sports, notamment le football, où il participe en ligue régionale d’Annaba. L’équipe de football des années 1970, l’ESSA évolue en deuxième division et gagne plusieurs matchs contre des grands clubs nationaux. Ce club est considéré parmi les plus anciens clubs de l’Algérie. Après l’avènement de l’indépendance, ce sera une autre ligne, une autre politique et une autre aventure.
Le club évolue dans le championnat algérien de Division 2 lors des années 1970.
En Coupe d'Algérie, le club atteint les huitièmes de finale lors de l'édition de 1965-1966. Il est éliminé par le MC Oran après prolongation, sur le score de 3 buts à 2. La deuxième qualification date de 2008, avec une défaite contre WA Tlemcen par 4 à 0.

## Identité du club

### Historique des noms officiels du club
| Entente Sportive de Souk Ahras (ESSA) |
| ------------------------------------- |

| Rapid Commune de Souk Ahras (RCSA) |
| ---------------------------------- |

| Entente Sportive de Souk Ahras (ESSA) |
| ------------------------------------- |

### Couleurs et maillot
L'Entente Sportive de Souk Ahras a opté dès son origine pour les couleurs Grenat (rouge foncé) et Noire.

### Blason
En ce qui concerne le logo du club, il a été changé plusieurs fois mais il a gardé toujours ses principaux symboles le Lion de l'Atlas, et les couleurs grenats et noirs.

Ancien logo.
Logo actuel.

## Structures du club

### Stades
Le Stade Badji Mokhtar se situe dans la ville de Souk Ahras et a une capacité de 15 000 places. Sa pelouse naturelle est entourée d'une piste d'athlétisme en tartan.

### Siège
Le siège de l'Entente Sportive de Souk Ahras se trouve dans l'avenue Draia Ahmed, Stade Badji Mokhtar Souk Ahras.

## Joueurs emblématiques algériens
De grands joueurs sont passés au ES Souk Ahras à travers l'histoire.
- Chouchan Salah
- Yasin Sid
- Mohamed Mehdi Defnoun

## Autres équipes
L'Entente Sportive de Souk Ahras dispose de plusieurs autres équipes de football, dont notamment une équipe espoir, une équipe U19 (moins de 19 ans), une équipe U17 et une équipe U15. Ces équipes de jeunes participent à leurs championnats nationaux respectifs.

## Autres sections
L'Entente Sportive de Souk Ahras entretient également des sections de handball, Échecs, Pétanque, volley-ball et basket-ball.

## Culture populaire

### Supporters
L'Entente Sportive de Souk Ahras est considéré comme l'équipe emblématique de la wilaya de Souk Ahras.